# Seodaemun (metropolitana di Seul)
Seodaemun (서대문역 - 西大門驛, Seodaemun-yeok ) è una stazione della metropolitana di Seul della linea 5 della metropolitana di Seul. La stazione si trova nel quartiere di Jongno-gu, nel centro di Seul.

## Linee
SMRT
● Linea 5 (Codice: 532)

## Struttura
La stazione possiede una banchina a isola con porte di banchina a protezione dei due binari passanti.
| Direzione Sangil-dong/Macheon | ● Linea 5 | per Jongno 3-ga, Wangsimni, Sangil-dong e Macheon |
| Direzione Banghwa             | ● Linea 5 | per Gongdeok, Yeouido, Gimpo Aeroporto e Banghwa  |

## Stazioni adiacenti
| «            | Servizio | »           |
| Linea 5      | Linea 5  | Linea 5     |
| ------------ | -------- | ----------- |
| Chungjeongno | -        | Gwanghwamun |